# Scleropodium australe
Scleropodium australe är en bladmossart som beskrevs av Lars Hedenäs 1996. Scleropodium australe ingår i släktet Scleropodium och familjen Brachytheciaceae. Inga underarter finns listade i Catalogue of Life.